# 大久保利春
大久保 利春（おおくぼ としはる、1914年1月20日 - 1991年11月30日）は、日本の実業家。

## 来歴
1914年（大正3年）、大久保利賢（横浜正金銀行頭取、大久保利通八男）と和喜子（高橋是清次女）の長男として生まれた。大久保利通の孫、かつ、高橋是清の孫にあたる。妻は和子（事業家の坂内虎次の娘で、与謝野馨の叔母）。姉・百合子の夫は安田一（安田財閥当主）。
同姓同名の人物に、1946年設立の時計店・宝飾品店の経営者がいる。
1938年（昭和13年）東北帝国大学法科を卒業後、三和銀行に入行。
戦後の1949年（昭和24年）、日本海商事の代表取締役に就任し、朝鮮戦争のあいだ、児玉誉士夫設立の東京レアメタルの輸送部門を請け負っていた。
1961年（昭和36年）、日本海外貿易の経営者として外国為替及び外国貿易管理法違反により有罪判決を受けた。
1976年（昭和51年）のロッキード事件に際し、2月17日、第77回国会に証人として招致されたが、そのときには丸紅の専務であった。
その後、贈賄側の一人として逮捕・起訴され、公判では大筋で検事調書通りの証言を行ったとされている。第一審判決では執行猶予付きの有罪判決が出たが、檜山廣、伊藤宏といった丸紅の他の被告に不利な証言を連発されることを恐れて控訴したとされている。
1987年（昭和62年）7月29日に控訴棄却。檜山が上告したため、同様に上告。
1991年（平成3年）11月30日に死去。このため公訴は棄却となった。